# كاثرين ناردوتشي
كاثرين ناردوتشي هي ممثلة أمريكية ولدت في 22 نوفمبر 1965.

## روابط خارجية
كاثرين ناردوتشي على موقع IMDb (الإنجليزية)
- كاثرين ناردوتشي على موقع ألو سيني (الفرنسية)
- كاثرين ناردوتشي على موقع أول موفي (الإنجليزية)
- كاثرين ناردوتشي على موقع قاعدة بيانات الأفلام السويدية (السويدية)
- كاثرين ناردوتشي على موقع قاعدة بيانات الفيلم (الإنجليزية)
- كاثرين ناردوتشي على موقع كينوبويسك (الروسية)